# Paco Fortes
Francisco Fortes Calvo, ou "Paco Fortes," é um antigo jogador e treinador de futebol, tendo-se retirado do mundo futebolístico em 2008.
No mundo do futebol, dizia-se o catalão mais farense de que há memória.

## Percurso como jogador
Paco Fortes, considerado por muitos o melhor jogador de sempre da história do SC Farense, antes de rumar ao Algarve jogou no Barcelona ao lado de figuras conhecidas como Marinho Peres. A sua característica principal era a sua garra pelo jogo. Um dos episódios que protagonizou foi num jogo com o FC Porto em que Fortes marca um golo limpo num golpe de cabeça "à peixe" e o árbitro Alder Dante decidiu anular por pretenso fora-de-jogo ou o célebre episódio de Olhão, num empate a 2-2, em que houve "mosquitos por cordas" com Paco Fortes, envolvendo inclusive a intervenção da polícia e do tribunal.
Chegou a disputar 1 jogo com a selecção espanhola, debutando num jogo contra a Roménia a 16 de Novembro de 1975 em Bucareste.

## Percurso como treinador
Enquanto treinador pegou na equipa no final da época 88-89 e quase safou a equipa da descida de divisão. No ano seguinte o Farense chegava pela primeira vez na sua história à final da Taça de Portugal e subia de novo à Primeira Divisão. A época de 94/95 viria a ser um novo marco histórico do técnico catalão ao comando do SC Farense, pela primeira vez o clube iria estar presente na Taça UEFA. Durante mais de uma década comandou a equipa, vindo a voltar cerca de duas épocas depois de ter saído, não evitando novamente a descida. Ainda começou a treinar a equipa na Segunda Liga, mas depois já não terminou a época em Faro.
Depois de treinar o Pinhalnovense da II Divisão B de 2002/03 a 2004/05, rumou a Marrocos no Raja de Casablanca juntamente com Hajry, que também jogou no SC Farense, mas a experiência não foi de todo positiva o que o fez regressar novamente ao clube de Pinhal Novo, que treinou na época de 2007/2008.

## Actualidade
Paco Fortes retirou-se do mundo futebolístico no final da época de 2007/2008 e atravessou um período de enormes dificuldades financeiras que o levaram a perder a casa e a ter que dormir numa furgoneta. Em desespero, pediu ajuda ao FC Barcelona, que através da sua associação de veteranos, o ajudou, tendo-lhe arranjado um emprego como controlador no Porto de Barcelona, onde actualmente trabalha.